# قضاء الجيزة
قضاء الجيزة قضاء يقع في لواء الجيزة، محافظة العاصمة في الأردن. ينتمي القضاء للواء الجيزة الذي يضم قضائين. يقدر عدد سكانه بـ 104165 نسمة حسب إحصاء 2015.

## الوصلات الخارجية
- دائرة الاحصاءات العامة